# Atopophlebia pitculya
Atopophlebia pitculya is een haft uit de familie Leptophlebiidae. De wetenschappelijke naam van de soort is voor het eerst geldig gepubliceerd in 2012 door Flowers.
De soort komt voor in het Neotropisch gebied.